# Ofidians manifest
Ofidians manifest osmi je studijski album norveškog black metal-sastava Kampfar. Album je 3. svibnja 2019. godine objavila diskografska kuća Indie Recordings.

## Popis pjesama
| 1.    | »Syndefall« | 4:15 |
| 2.    | »Ophidian«  | 4:48 |
| 3.    | »Dominans«  | 4:39 |
| 4.    | »Natt«      | 5:42 |
| 5.    | »Eremitt«   | 6:21 |
| 6.    | »Skamløs!«  | 6:25 |
| 7.    | »Det sorte« | 8:29 |
| 40:10 |             |      |

## Zasluge
Kampfar
- Dolk – vokali
- Jon – bas-gitara
- Ask Ty – bubnjevi, vokali
- Ole – gitara

Dodatni glazbenici
- Jan-Øyvind Grung Sture – violončelo (na pjesmama 6 i 7)
- Mathias Lunde Kristoffersen – vokali (na pjesmama 3 i 5)
- Jonas Bjertnes Jacobsen – vokali (na pjesmama 3 i 5)
- Agnete Kjølsrud – vokali (na pjesmi "Dominans")
- Marianne Maria Moen – vokali (na pjesmi "Det sorte")

Ostalo osoblje
- Ole Hartvigsen – produkcija
- Jonas Kjellgren – produkcija
- Peter Paul Rubens – naslovnica
- Théodore Géricault – ilustracije